# Leon Springs

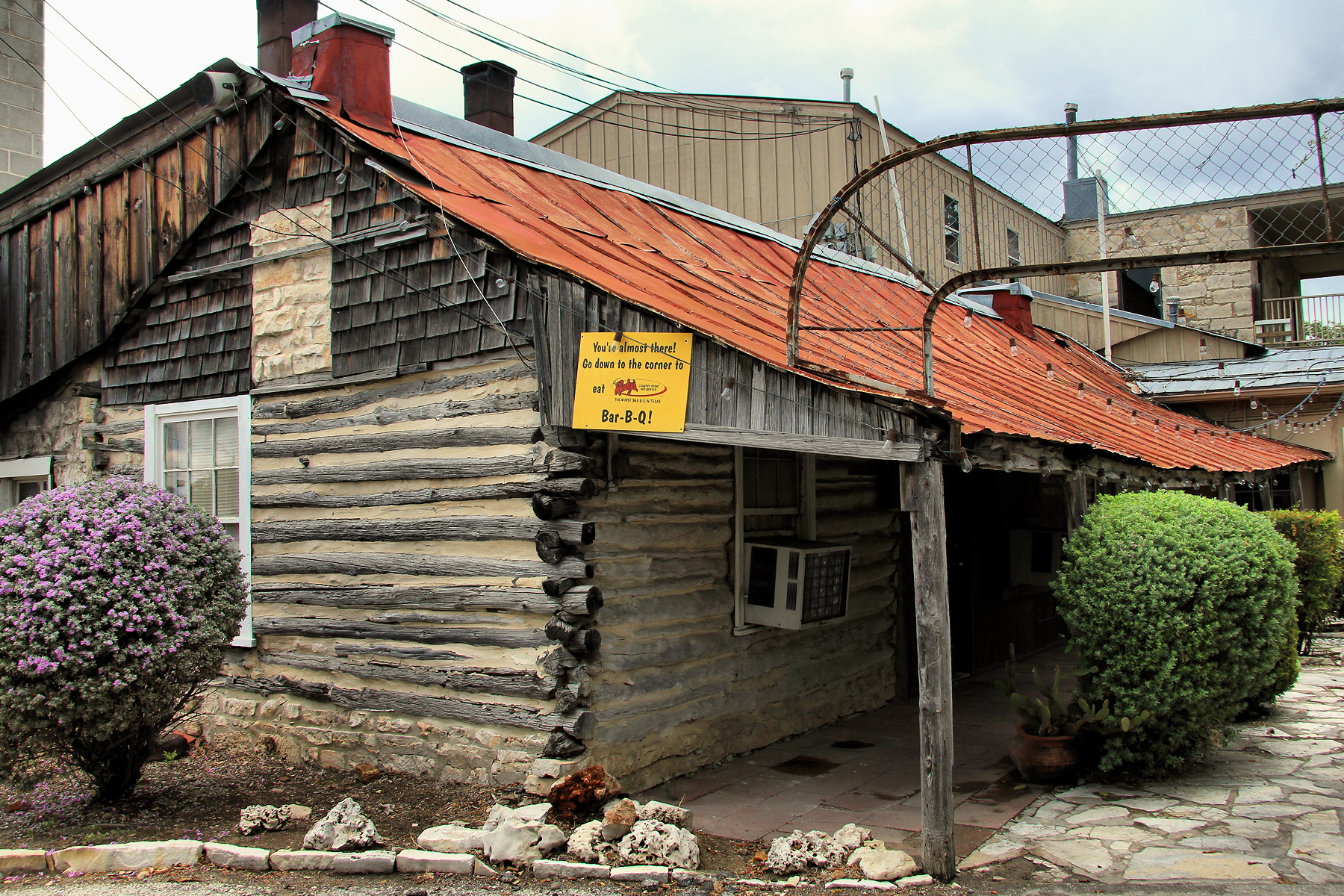
Historisches Dogtrot-Blockhaus des Aue Stagecoach Inn

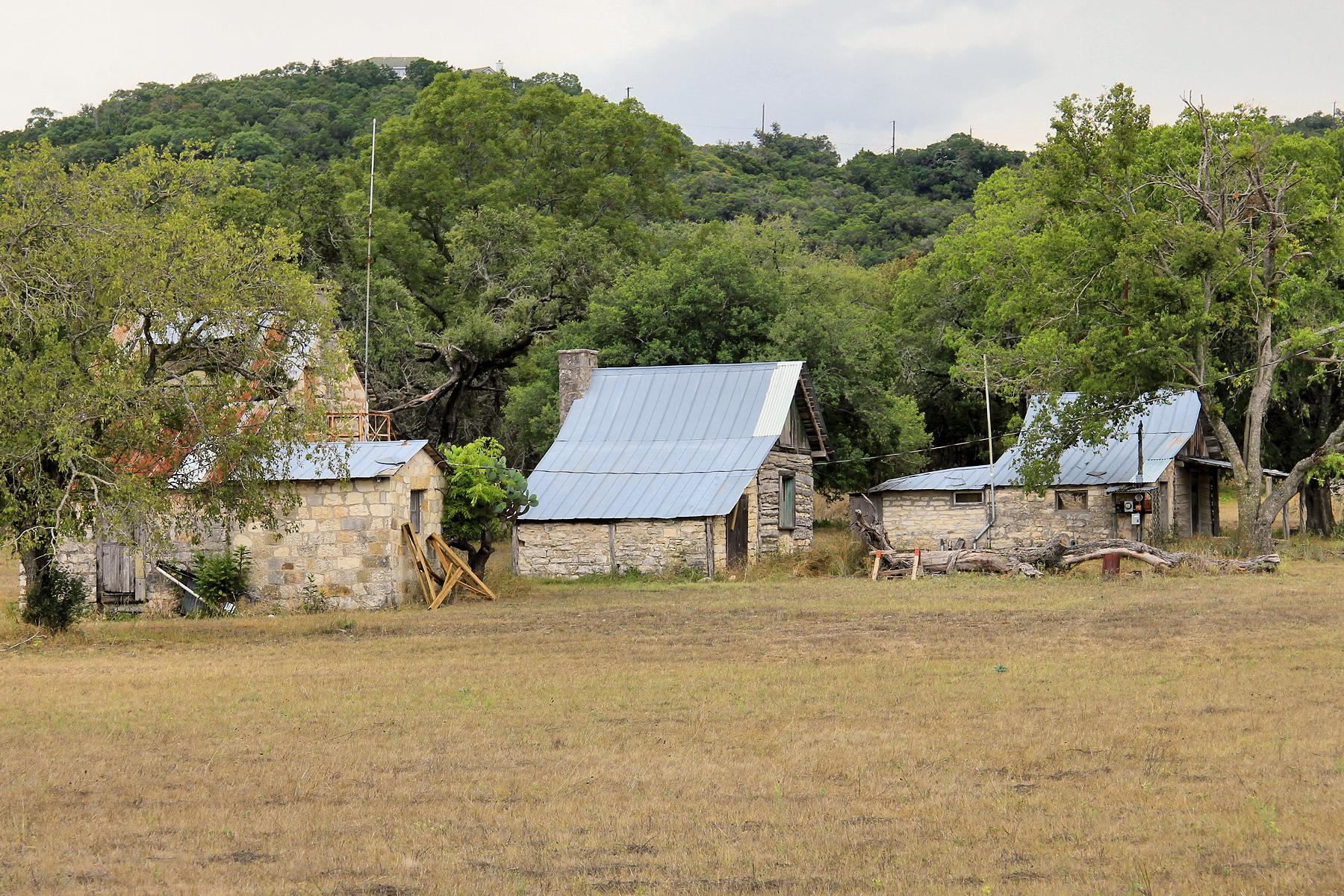
Historische Saltbox-Häuser des Plehwe Complex

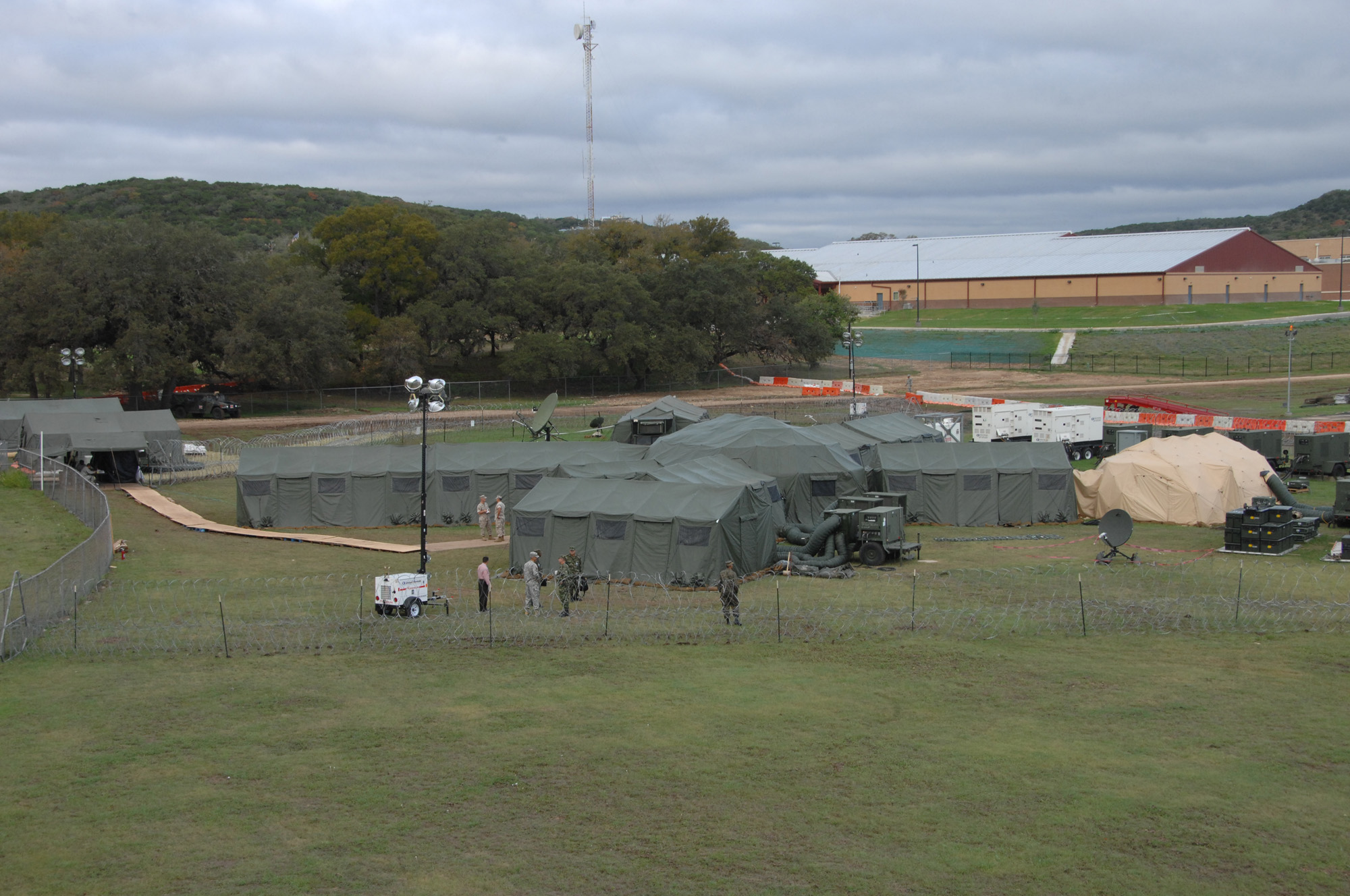
Moderne Zelte im Camp Bullis

Leon Springs ist ein Vorort von San Antonio in Bexar County, Texas. 

## Geschichte
Die Region wurde im mittleren 19. Jahrhundert von deutschen Immigranten besiedelt, von denen Otfried Hans von Meusebach (John O. Meusebach), Max Aue, der Gründer des Aue Stagecoach Inn und  George von Plehve, der Gründer des Plehwe Complex, die bekanntesten sind. Der Aue Stagecoach Inn war der erste Halt auf der Postkutschenstrecke zwischen San Antonio und San Diego. 

## Geographie
Es gibt dort die Offizierslehranstalt Camp Bullis. Es gibt zwei Public Elementary Schools, Leon Springs Elementary and Aue Elementary sowie baptistische, römisch-katholische, presbyterische und andere Kirchen. 

## Restaurants
In Leon Springs wurde der erste Romano's Macaroni Grill gegründet, aber dieser Standort wurde nach der zweiten schweren Überflutung in den späten 1990er Jahren aufgegeben. Im Ort gibt es auch die erste Filiale von Rudy’s Country Store and Bar-B-Q. Die Restaurantkette wurde 1989 von Rudolph Aue, einem Nachkommen des Stadtgründers Max Aue, gegründet. 